# 요한 네스트로이

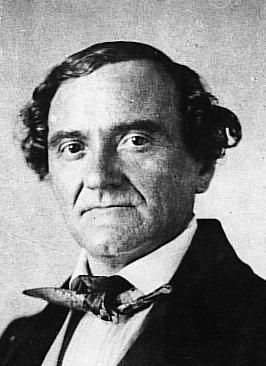
요한 네스트로이

요한 네스트로이(Johann Nepomuk Eduard Ambrosius Nestroy, 1801년 12월 7일 ~ 1862년 5월 25일)는 오스트리아의 극작가다.
첫 작품 <악령 룸파치바가분 두스(Der base Geist Lumpazivagabundus)>(1883)는 아직 요정극이라 하나 이미 일상의 차원, 서민계급의 사서나 통렬한 풍자에 중점을 두고 있었으며, 걸작이라는 <기분풀이> <수호신> 등은 오히려 리얼리즘으로 손꼽을 수 있는 풍자희극이다.
그는 또한 낭만주의 가극(마이어베어, 바그너)을 패러디화하고 있으며 이는 독일 후기 낭만주의의 작가(프라텐)의 지적인 패러디 희극의 시도와 비교할 수 있다.
낭만주의 시인이라고도 할 수 있는 레나우의 <돈 주앙> 등은 무대와는 별로 관계를 맺지 않았었다.